# 피토플라스마
피토플라스마 또는 파이토플라즈마(Phytoplasma)는 식물에 기생하여 병해를 일으키는 한 무리의 특수한 세균이다. 이전에는 미코플라스마 모양 미생물(Mycoplasma-like organism, MLO)로 불렸다. 이 병원체는 옛날에는 바이러스로 잘못 알려졌지만, 1967년에는 미코플라스마 모양의 세균인 것으로 밝혀졌다. 식물의 체관에 기생하지만, 체관액을 빨아들이는 곤충(매개 곤충)의 몸 속으로 들어가 다른 식물체로 넘어가기 전까지 충체 내에서 번식을 하기도 한다.
협의적 의미로는 피토플라스마속에 속하는 세균을 일컫지만, 넓은 의미로는 식물체에 피토플라스마와 비슷한 병표징을 유발하며 생활환도 비슷한 특수한 세균의 여러 무리를 일컫기도 한다. (예시: 대추나무나 오동나무에서 나타나는 빗자루병 등) 대한민국에서는 보통 후자의 의미로 많이 쓰이며 라틴어 명칭보다는 영칭(파이토플라스마)을 이용하거나 언급한다.

## 분포
나무와 풀을 가릴 것 없이 약 1,00 종 이상이 전 세계에 보고되어 있으며 대한민국 내에서는 약 60여 종 이상의 식물에서 피토플라스마가 보고되었고, 이 중 25종 이상이 수목 피토플라스마병으로 밝혀졌으며, 이중 대추나무·오동나무·뽕나무·쥐똥나무·붉나무 등의 경제수목이 가장 큰 피해를 입거나 재배단지가 황폐화되기도 하였다.

## 생태 및 병징
매우 다양한 병징이 있다. 단순히 잎이 누렇게 되는 황화 증상부터 시작해서 심하면 식물이 고사하는 일까지 생긴다. 이러한 증상은 피토플라스마가 식물의 체관에서 증식하여 식물의 영양분을 가로채면서 자라므로 식물에 공급해야 할 영양분이 부족해지기 때문에 결국 식물은 서서히 시들게 된다. 이러한 스트레스(영양 공급이 부족해진 식물의 잎과 생장점, 형성층)로 광합성이나 식물의 대사 등이 영향을 받아 식물이 정상적으로 자랄 수 없게 되어, 가지나 줄기가 생장할 때에 가지와 이파리가 작아진 소엽 증상을 일으킨 채 비정상적으로 많은 가지와 잎들이 모여 자란다. 이것이 마치 빗자루를 닮았다 하여 '빗자루병'(또는 총생병)이라고 한다. 또한 꽃이 비정상적으로 피는데, 꽃잎이 잎으로 변하거나(엽화 증상) 소엽화된 잎이 총생하기도 하며, 꽃잎의 색깔이 다른 색으로 변질되기도 한다.

## 성질
세포벽이 부족한 점은 미코플라스마를 닮는다. 그러나 미코플라스마는 숙주 세포가 없어도 되지만, 피토플라스마는 숙주 세포가 있어야 배양이 가능하다.(순활물기생) 세포막에는 특수한 단백질이 다량으로 존재하는데, 이 단백질이 매개 곤충의 종류를 결정한다.
곤충에 감염한 피토플라스마는, 림프액을 타 충체 내로 전부 퍼져 증식한 후, 침샘이 식물체 내로 파고들거나 매개 곤충의 배설물이 피목이나 기공 등 자연개구부에 묻게 되어 식물에 감염한다. 식물체에 들어간 파이토플라스마는 천천히 퍼진다.
피토플라스마의 유전자는 매우 작아서 보통 생물이 가지는 유전자의 대부분이 피토플라스마에 없는 경우가 많다.

## 예찰과 진단
예전에는 대량으로 피토플라스마를 배양할 수 없어서, 전자현미경 관찰이나 항생 물질로 볼 수밖에 없었다. 그러나 PCR 분석 방법으로 대량 배양이 가능해졌다. 그래서 종류 구분이 가능해졌다. 방제 방법은 피토플라스마에 대항할 수 있는 저항성 품종의 이용이나 매개 곤충을 억제하고 있다. 지금까지 개발된 약제는 별로 없고 항생 물질로는 증식을 억제할 뿐 살균 효과는 없기 때문에 잘 이용하지 않는다. 감염된 식물로부터 감염되지 않은 부분을 새로 배양하면 정상 개체를 복원할 수 있다.

## 하위 분류
2021년 기준, 다음의 명칭과 기준주는 LPSN(the List of Prokaryotic names with Standing in Nomenclature)에 따른 것들이다. 관련 질병 및 16Sr 집단 하위집단 분류는 다양한 자료 및 출처에서 유래한다.
| 학명                                                                                          | 식물병                                                                    | 기준주                  | 16Sr 집단 하위집단 |
| --------------------------------------------------------------------------------------------- | ------------------------------------------------------------------------- | ----------------------- | ------------------ |
| "Ca. P. aculeata" Soto et al. 2021                                                            |                                                                           |                         | 16SrIV             |
| "Ca. P. allocasuarinae" Marcone et al. 2004                                                   | 쉬오크 황화병 (Allocasuarina yellows)                                     | AlloY                   | 16SrXXXIII-A       |
| "Ca. P. americanum" Lee et al. 2006                                                           | 미국감자 보라시들음병 (American potato purple top wilt)                   | APPTW12-NE; PPT12-NE    | 16SrXVIII-A        |
| "Ca. P. asteris" Lee et al. 2004                                                              | 오동나무 빗자루병                                                         | MIAY; OAY               | 16SrI-B            |
| "Ca. P. australamericanum" corrig. Davis et al. 2012 (Ca. P. sudamericanum Davis et al. 2012) | 패션프루트 빗자루병                                                       | PassWB-Br3; PassWB-Br3R | 16SrVI-I           |
| "Ca. P. australasiaticum" corrig. White et al. 1998 (Ca. P. australasia White et al. 1998)    | 파파야 모자이크병(Papaya mosaic)                                          | PpYC                    | 16SrII-D           |
| "Ca. P. australiense" Davis et al. 1997                                                       | 호주포도 누른오갈병 (Australian grapevine yellows)                        | 없음                    | 16SrXII-B          |
| "Ca. P. balanitis" corrig. Win et al. 2013 (Ca. P. balanitae Win et al. 2013)                 | 발라니테스 빗자루병 (Balanites witches' broom)                            | 없음                    | 16SrV-F            |
| "Ca. P. bonamiae" Rodrigues-Jardim et al. 2023                                                |                                                                           | 없음                    |                    |
| "Ca. P. brasiliense" Montano et al. 2001                                                      | 무궁화류 빗자루병 (Hibiscus witches' broom)                               | HibWB26                 | 16SrXV-A           |
| "Ca. P. caricae" Arocha et al. 2005                                                           | 파파야 총생병 (Papaya bunchy top)                                         | PAY                     | 16SrXVII-A         |
| "Ca. P. castaneae" Jung et al. 2002                                                           | 밤나무 빗자루병                                                           | CnWB                    | 16SrXIX-A          |
| "Ca. P. cirsii" Šafárová et al. 2016                                                          | 엉겅퀴류 황화위축병(Cirsium yellows and stunting)                         | CirYS                   | 16SrXI-E           |
| P. citri" corrig. Zreik et al. 1995 (Ca. P. aurantifolia Zreik et al. 1995)                   | 라임나무 빗자루병                                                         | WBDL                    | 16SrII-B           |
| "Ca. P. cocoinigeriae" corrig. Firrao et al. 2004                                             |                                                                           |                         |                    |
| "Ca. P. cocoitanzaniae" corrig. Firrao et al. 2004                                            |                                                                           | 16SrIV                  |                    |
| "Ca. P. convolvuli" Martini et al. 2012                                                       | 서양메꽃 누른오갈병                                                       | BY-S57/11               | 16SrXII-H          |
| "Ca. P. costaricanum" Lee et al. 2011                                                         | 콩 위축병(Soybean stunt)                                                  | SoyST1c1                | 16SrXXXI-A         |
| "Ca. P. cynodontis" Marcone et al. 2004                                                       | 우산잔디 백엽병(Bermuda grass white leaf)                                 | BGWL-C1                 | 16SrXIV-A          |
| "Ca. P. dypsidis" Jones et al. 2021                                                           |                                                                           | RID7692                 | 16SrIV-?           |
| "Ca. P. fabacearum" Rodrigues-Jardim et al. 2023                                              |                                                                           | 없음                    |                    |
| "Ca. P. fragariae" Valiunas et al. 2006                                                       | 딸기 황화병(Strawberry yellows)                                           | StrawY; StrawYR         | 16SrXII-E          |
| "Ca. P. fraxini" Griffiths et al. 1999                                                        | 물푸레나무 황화병                                                         | AshY1; Ashy lT          | 16SrVII-A          |
| "Ca. P. graminis" Arocha et al. 2005                                                          | 사탕수수 황화병                                                           | SCYLP                   | 16SrXVI-A          |
| "Ca. P. hispanicum" Davis et al. 2016                                                         | 멕시코페리윙클 녹화병 (Mexican periwinkle virescence)                     | MPV; MPVR               | 16SrXIII-A         |
| "Ca. P. hispanola" Soto et al. 2021                                                           |                                                                           | 16SrIV                  |                    |
| "Ca. P. japonicum" Sawayanagi et al. 1999                                                     | 등수국 엽화병 (Japanese hydrangea phyllody)                               | 없음                    | 16SrXII-D          |
| "Ca. P. luffae" Davis et al. 2017                                                             | 수세미외 빗자루병                                                         | LfWB; LfWBR             | 16SrVIII-A         |
| "Ca. P. lycopersici" Arocha et al. 2007                                                       | 토마토 브로트 그랜드병(Tomato 'brote grande')                             | THP                     | 16SrI-Y            |
| "Ca. P. malaysianum" Nejat et al. 2013                                                        | 말레이페리윙클 녹화병 (Malaysian periwinkle virescence)                   | MaPV; MaPVR             | 16SrXXXII-A        |
| "Ca. P. mali" Seemüller and Schneider 2004                                                    | 사과나무 관생병 (Apple proliferation)                                     | AP15                    | 16SrX-A            |
| "Ca. P. meliae" Fernández et al. 2016                                                         | 멀구슬나무 빗자루병                                                       | ChTY-Mo3                | 16SrXIII-G         |
| "Ca. P. noviguineense" Miyazaki et al. 2018                                                   | 보기아코코넛 신드롬(Bogia coconut syndrome)                               | BCS-Bo; BCS-BoR         |                    |
| "Ca. P. omanense" Al-Saady et al. 2008                                                        | 육계나무 빗자루병                                                         | IM-1                    | 16SrXXIX-A         |
| "Ca. P. oryzae" Jung et al. 2003                                                              | 벼 황화왜화병(Rice yellow dwarf)                                          | RYD-Th                  | 16SrXI-A           |
| "Ca. P. palmae" Firrao et al. 2004                                                            | 야자나무 고사성 황화병                                                    |                         | 16SrIV-D           |
| "Ca. P. palmicola" Harrison et al. 2014                                                       | 코코넛나무 고사성 황화병                                                  | LYDM-178; LYDM-178R     | 16SrXXII-A         |
| "Ca. P. persicae" Jones et al. 2004                                                           |                                                                           |                         | 16SrXII            |
| "Ca. P. phoenicium" Verdin et al. 2003                                                        | 아몬드나무 빗자루병                                                       | A4                      | 16SrIX-B           |
| "Ca. P. pini" Schneider et al. 2005                                                           | 소나무 빗자루병                                                           | Pin127S; Pin127SR       | 16SrXXI-A          |
| "Ca. P. planchoniae" Rodrigues-Jardim et al. 2023                                             |                                                                           | 없음                    |                    |
| "Ca. P. pruni" Davis et al. 2013                                                              | 복숭아나무 X병 (Peach X-disease)                                          | PX11Ct1; PX11CT1R       | 16SrIII-A          |
| "Ca. P. prunorum" Seemüller and Schneider 2004                                                | 유럽 핵과류 황화병                                                        | ESFY-G1                 | 16SrX-B            |
| "Ca. P. pyri" Seemüller and Schneider 2004                                                    | 복숭아나무 오갈병 (Pear decline)                                          | PD1                     | 16SrX-C            |
| "Ca. P. rhamni" Marcone et al. 2004                                                           | 갈매나무 빗자루병                                                         | BAWB; BWB               | 16SrXX-A           |
| "Ca. P. rubi" Malembic-Maher et al. 2011                                                      | 산딸기 위축병                                                             | RuS                     | 16SrV-E            |
| "Ca. P. sacchari" Kirdat et al. 2021                                                          | 사탕수수 신초 번무 파이토플라즈마병                                       | SCGS                    | 16SrXI-B           |
| "Ca. P. solani" Quaglino et al. 2013                                                          | 스톨버병 (Stolbur)                                                        | STOL; STOL11R           | 16SrXII-A          |
| "Ca. P. spartii" Marcone et al. 2004                                                          | 스파티움 빗자루병                                                         | SpaWB                   | 16SrX-D            |
| "Ca. P. stylosanthis" Rodrigues-Jardim et al. 2021                                            | 스틸로산테스 소엽 파이토플라즈마병 (Stylosanthes little leaf phytoplasma) | VPRI 43683              | 16SrXXXVII-A       |
| "Ca. P. tamaricis" Zhao et al. 2009                                                           | 위성류 빗자루병(Salt cedar witches' broom)                                | SCWB1; SCWB1R           | 16SrXXX-A          |
| "Ca. P. taraxaca" corrig. Matiashova 2017                                                     |                                                                           |                         | 16SrIII            |
| "Ca. P. trifolii" Hiruki and Wang 2004                                                        | Clover proliferation                                                      | CP                      | 16SrVI-A           |
| "Ca. P. tritici" Zhao et al. 2021                                                             |                                                                           | WBD R                   | 16SrI-C            |
| "Ca. P. ulmi" Lee et al. 2004                                                                 | 느릅나무 황화병                                                           | EY1                     | 16SrV-A            |
| "Ca. P. vitis" Firrao et al. 2004                                                             |                                                                           | 없음                    | 16SrV-?            |
| "Ca. P. wodyetiae" Naderali et al. 2017                                                       | 여우꼬리야자 황화오갈병                                                   | Bangi-2; FPYD Bangi-2R  | 16SrXXXVI-A        |
| "Ca. P. ziziphi" Jung et al. 2003                                                             | 대추나무 빗자루병                                                         | JWB; JWB-Ky             | 16SrV-B            |